# Anomalonyx concolor
Anomalonyx concolor es un coleóptero de la familia Chrysomelidae.
Fue descrita científicamente por primera vez en 1903 por Julius Weise.